# Großer Bratschenkopf
De Großer Bratschenkopf is een berg in de deelstaat Salzburg, Oostenrijk. De berg heeft een hoogte van 2857 meter.
De Großer Bratschenkopf is onderdeel van het bergmassief Hochkönig, dat weer deel uitmaakt van de Berchtesgadener Alpen.